# Salacia senegalensis
Salacia senegalensis är en benvedsväxtart som först beskrevs av Jean-Baptiste Lamarck, och fick sitt nu gällande namn av Dc. Salacia senegalensis ingår i släktet Salacia och familjen Celastraceae. Inga underarter finns listade.